# Adenissus brachypterus
Adenissus brachypterus is een halfvleugelig insect uit de familie Delphacidae. De wetenschappelijke naam van deze soort werd voor het eerst geldig gepubliceerd in 1973 door Linnavuori.